# Éric Bedouet
Éric Bedouet (Brain-sur-Longuenée, 14 aprile 1954) è un allenatore di calcio, dirigente sportivo ed ex calciatore francese, di ruolo centrocampista.

## Palmarès

### Giocatore

#### Competizioni nazionali
- Campionato francese di seconda divisione: 1

Angers: 1975-1976